# مزرعه مشترک محمدی
مزرعه مشترک محمدی یک منطقهٔ مسکونی در ایران است که در دهستان باغلی ماراما واقع شده‌است. مزرعه مشترک محمدی ۲۷۴ نفر جمعیت دارد.